# 海線五寶
海線五寶，為臺灣鐵路管理局（略稱臺鐵或臺鐵局，現改制為臺灣鐵路公司）海岸線上台灣日治時期所建造的木造車站，均為同一年份落成，分別為談文車站、大山車站、新埔車站、日南車站及追分車站的稱呼。
這五座車站具有歷史價值，被很多人誤會由同一標準設計圖建成，但追分站其實另有標準圖（追分和已消失的苑裡、後龍、通霄、澳底、頂雙溪站才是同一規格圖面），且同一圖面的各車站外觀非完全相同，其規模、細部外觀還是略有差異。

## 列表
| 車站名稱 | 圖片 | 所屬行政區   | 啟用年分 | 車站等級   |
| -------- | ---- | ------------ | -------- | ---------- |
| 談文車站 |      | 苗栗縣造橋鄉 | 1922年   | 招呼站     |
| 大山車站 |      | 苗栗縣後龍鎮 | 1922年   | 甲種簡易站 |
| 新埔車站 |      | 苗栗縣通霄鎮 | 1922年   | 乙種簡易站 |
| 日南車站 |      | 臺中市大甲區 | 1922年   | 乙種簡易站 |
| 追分車站 |      | 臺中市大肚區 | 1922年   | 三等站     |